# Ендорсмент
Ендорсмент (англ. endorsement — схвалення, підтримка) — договірне зобов'язання, часто знаменитої або широко відомої людини, яка публічно рекомендує або використовує певний товар.
Ендорсмент широко розповсюджений серед музикантів та спортсменів. Особа, що таким чином схвалює і підтримує продукцію виробника, зветься ендорсером.

## Ендорсмент у спорті

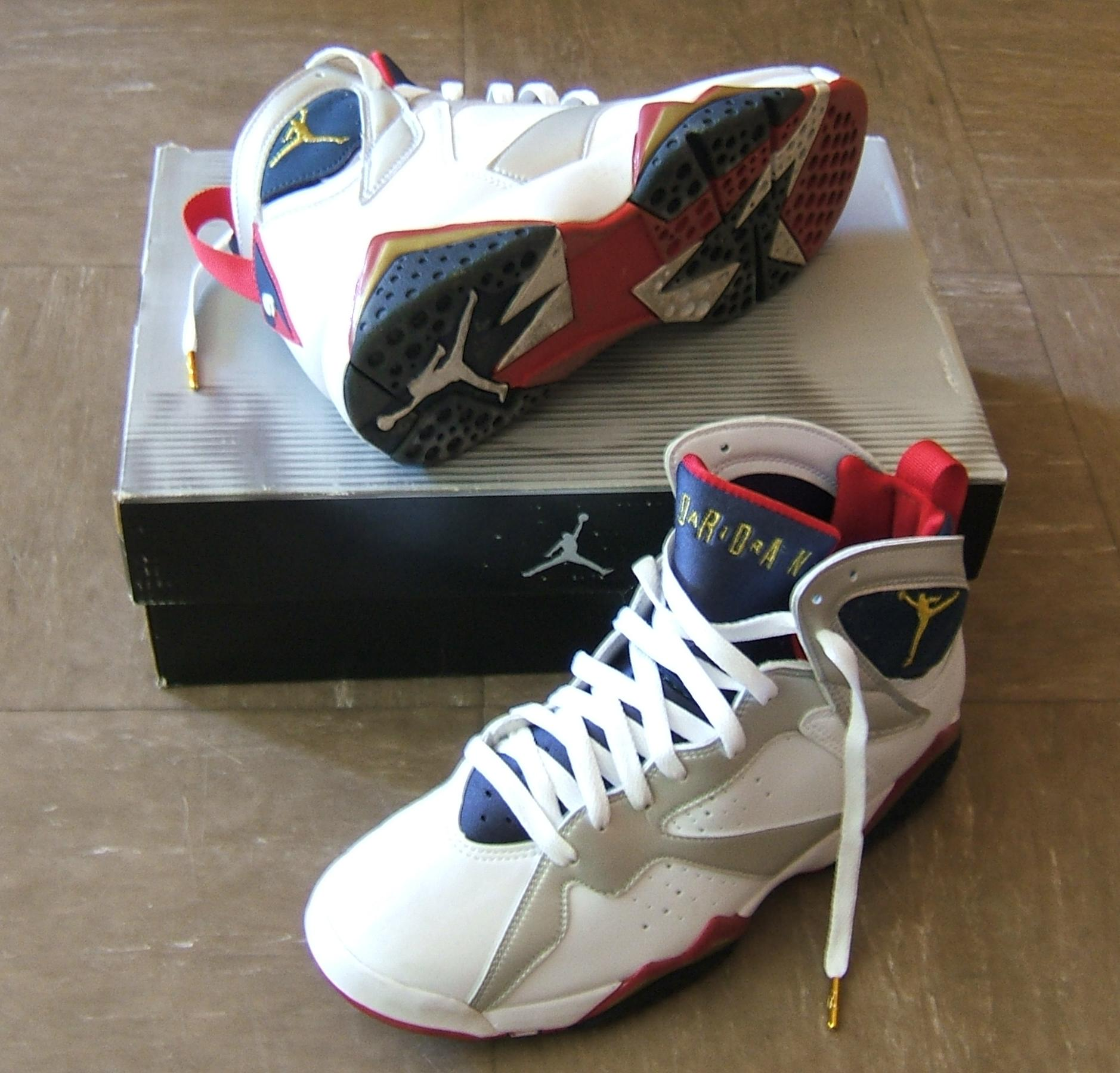
Кросівки 1992 р. Nike Air Jordan з приводу Олімпіади в Барселоні

Компанії, що виробляють товари для спорту, завжди рекламують їх за допомогою професійних споживачів спортивної продукції. Для ефективного ендорсменту необхідно аби сам спортсмен був брендом, тож у співпраці виникає взаємна вигода, оскільки реклама товару також рекламує спортсмена. Прикладом таких стосунків є Майкл Джордан (Nike), Девід Бекхем (Adidas), Володимир Кличко (McFit Fitness).
Проте реклама з активними спортсменами несе також і ризик, наприклад, пов'язаний зі скандалами щодо вживання допінгу. Наскільки великий цей ризик залежить від продукту. Наприклад, бренд спортивних годинників Festina, який співпрацював з командою велогонщиків на Тур де Франс тільки збільшив продажі внаслідок скандалу 1998 року, пов'язаного з виявленням допінгу у дев'яти членів команди.
Серед найуспішніших спортсменів-ендорсерів такі гучні імена, як Тайгер Вудс (Nike), Валентіно Россі (Yamaha та Bridgestone), Ліонель Мессі (Adidas) тощо.

## Ендорсмент в музиці

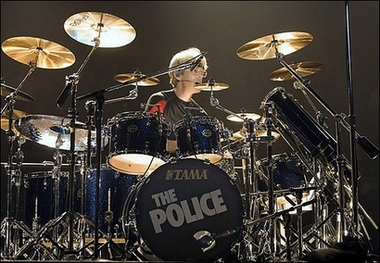
Стюарт Коупленд репрезентує ударну установку Tama

Музиканти використовують продукцію конкретного виробника інструментів, демонструючи їх в живих виступах і студійних записах. Зображення певних музичних інструментів розміщується на рекламних плакатах та на обкладинках носіїв звуку (дисків, платівок). При цьому виробник сподівається на особливо надійний і далекосяжний рекламний ефект, а музикант отримує гонорар або можливість безкоштовного користування інструментами виробника. Так поводиться, наприклад, провідний виробник ударних становок Tama Drums , чию продукцію репрезентують Стюарт Коупленд, номер 10 серед 100 найвизначніших барабанщиків усіх часів за версією Rolling Stone, Майк Портной, Ларс Ульріх та інші.
На відміну від цієї тенденції, окремі митці, для підкреслення своєї незалежності від виробників, навпаки, ховають назву бренду на своїх інструментах.

### Підписані моделі

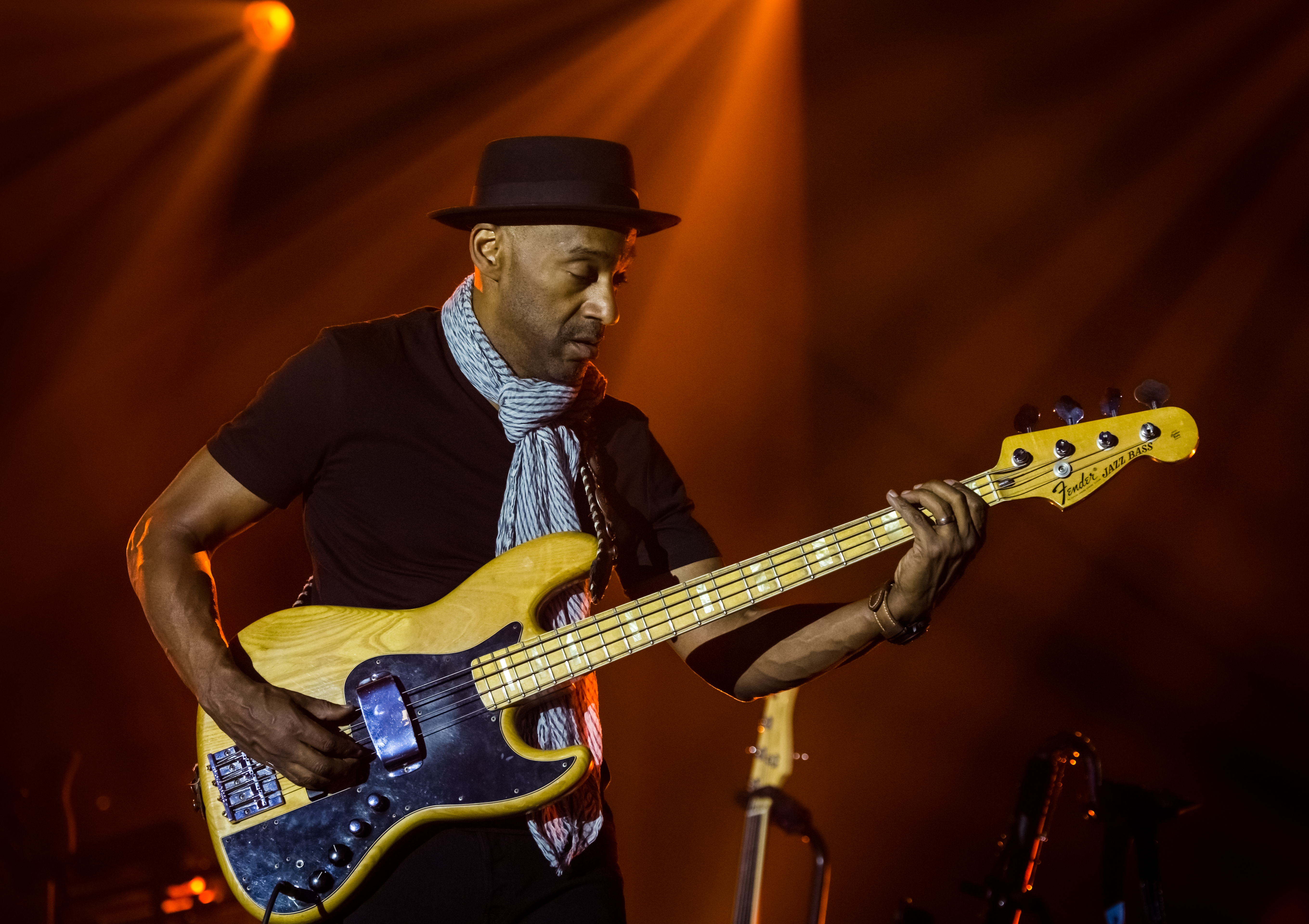
Маркус Міллер з бас-гітарою Marcus Miller Fender Jazz Bass

Багато виробників випускають спеціальні музичні інструменти або спеціальні моделі (так звані «підписані моделі») під іменем певного виконавця. Частково такі моделі розробляються у співпраці з відповідними музикантами. 
Особливо широко поширена ця практика серед виробників гітар та ударних установок. На додаток до власне інструментів ендорсмент також застосовується до аксесуарів: гітарних струн, барабанних паличок тощо.
Найвідоміші з таких моделей та ендорсерів: Gibson Les Paul розроблена за участю Леса Пола, JEM signature models Стіва Вая (Ibanez), Kurt Cobain Jaguar Курта Кобейна (Fender) та Eric Clapton Fender Stratocaster.
Прикладом музиканта-ендорсера також є видатний бас-гітарист Маркус Міллер, що одночасно співпрацює з виробниками бас-гітар Sire (раніше, багато років репрезентував Fender Musical Instruments Corporation), гітарних струн Dunlop та підсилювачів і колонок Markbass. Модельний ряд Sire та Markbass містить вироби підписані Маркусом Міллером, при цьому підкреслюється, що моделі розроблені за його участю, або принаймні, з використанням його досвіду і порад.